# Pseudagrion approximatum
Pseudagrion approximatum – gatunek ważki z rodziny łątkowatych (Coenagrionidae).